# Conector CXP
En redes de computadoras, CXP es un sistema de conectores de cobre especificado por la InfiniBand Trade Association. Proporciona doce enlaces a 10 Gbit/s c/u, adecuados para un solo canal de 100 Gigabit Ethernet, tres canales de 40 Gigabit Ethernet, doce canales de 10 Gigabit Ethernet, o un solo enlace InfiniBand 12× QDR. La C es el dígito HEX de doce.
El conector tiene 4 filas, cada una de 21 pines, en total 84 pines